# Bubakan (Girimarto)
Bubakan is een bestuurslaag in het regentschap Wonogiri van de provincie Midden-Java, Indonesië. Bubakan telt 4020 inwoners (volkstelling 2010).